# Warpuny
Warpuny (niem. Warpuhnen) – wieś w Polsce położona w województwie warmińsko-mazurskim, w powiecie mrągowskim, w gminie Sorkwity.
W latach 1975–1998 miejscowość administracyjnie należała do województwa olsztyńskiego.
Wieś turystyczna nad Jeziorem Warpuńskim na Mazurach. Jezioro Warpuńskie jest początkiem spływu kajakowego rzeką Krutynią. Wieś powstała w 1373 z nadania wielkiego mistrza krzyżackiego Winricha von Kniprode dla Prusa Sanglobe i jego czterech synów 120 włók. Majątek syna Warpune to dzisiejsza miejscowość Warpuny. W 1437 r. z Warpun wystawiano 1 służbę wojskową (poczet rycerski). W 1818 do szkoły w Warpunach uczęszczało 43 dzieci, w tym dwoje narodowości niemieckiej. W 1885 ewangelicka parafia w Warpunach liczyła 3120 wiernych, w tym 2570 Polaków.
W 2006 we wsi zostało wybudowane boisko do piłki nożnej, sponsorowane przez UE. Wieś posiada własną drużynę piłkarską- Fala Warpuny. 